# Isaäc Dignus Fransen van de Putte
Pour les articles homonymes, voir Fransen et Putte.
Isaäc Dignus Fransen van de Putte, né à Goes le 22 mars 1822 et mort à La Haye le 3 mars 1902, est un important homme d'État libéral néerlandais de la seconde moitié du XIXe siècle.

## Biographie
Fransen van de Putte débuta en tant que marin et devient le directeur d'une plantation sucrière à Java. Il est parlementaire durant un an, puis devient en 1863 ministre des colonies. Au cours de son premier mandat, il entame la suppression du Cultuurstelsel exécré par les libéraux.
Il est toutefois entré en conflit avec Thorbecke en 1866 au sujet de la politique foncière dans les colonies. Il forme à ce moment-là le cabinet Fransen van de Putte qui tombe toutefois rapidement à cause de Thorbecke.
Il essaye d'intervenir en vain au cours de son deuxième mandat en tant que ministre dans le conflit entre le roi et son fils aîné Guillaume. C'est au cours de son ministère que la guerre d'Aceh éclata.
Fransen van de Putte joue encore plus tard un rôle éminent en tant que membre de la Première Chambre des États généraux.